# Peso bisauguineano
El peso fue la moneda de curso legal en Guinea-Bisáu desde 1975, sustituyendo al escudo guineano a la par, hasta el 2 de mayo de 1997, cuando se unió a la UEMOA adoptando el franco CFA, con una tasa de cambio de 65 GWP = 1 CFA. Estaba dividido en 100 centavos.

## Monedas
Se acuñaron monedas en 1977 en denominaciones de 50 centavos, y 1, 2½, 5 y 20 pesos. A continuación se detallan las características de las monedas:
| Denominación | Emisión | Metal              | Diámetro (mm) | Peso (g) | Anverso                                                    | Reverso                        | Imagen |
| ------------ | ------- | ------------------ | ------------- | -------- | ---------------------------------------------------------- | ------------------------------ | ------ |
| 50 centavos  | 1977    | Aluminio           | 25,10         | 2,20     | Escudo de armas REPÚBLICA DA GUINÉ-BISSAU año de acuñación | Valor facial Palmera           |        |
| 1 peso       | 1977    | Bronce de aluminio | 22,00         | 3,90     | Escudo de armas REPÚBLICA DA GUINÉ-BISSAU año de acuñación | Valor facial Planta leguminosa |        |
| 2½ pesos     | 1977    | Bronce de aluminio | 25,00         | 6,00     | Escudo de armas REPÚBLICA DA GUINÉ-BISSAU año de acuñación | Valor facial Palmera           |        |
| 5 pesos      | 1977    | Cupro-níquel       | 27,50         | 8,30     | Escudo de armas REPÚBLICA DA GUINÉ-BISSAU año de acuñación | Valor facial Cacahuete         |        |
| 20 pesos     | 1977    | Cupro-níquel       | 32,00         | 12,90    | Escudo de armas REPÚBLICA DA GUINÉ-BISSAU año de acuñación | Valor facial Trigo             |        |

## Billetes
La primera serie de billetes fue presentada en 1976 en denominaciones de 50, 100 y 500 pesos; estos billetes poseen como fecha de emisión impresa el 24 de septiembre de 1975, fecha del segundo aniversario de la declaración de independencia del país. Más tarde, el 24 de septiembre de 1978, se añadieron los billetes de 1000 pesos que pasaron a ser los primeros billetes de la segunda serie, mientras que el 23 de febrero de 1983 fueron presentados los nuevos billetes de 50, 100 y 500 pesos de la segunda serie, que correspondían a rediseños de los billetes de la primera serie, y el 12 de septiembre de 1984 se introdujo la denominación de 5000 pesos. El 1 de marzo de 1990, con la creación del Banco Central de Guinea-Bisáu, se dio inicio a la tercera serie de billetes con la emisión del de 10 000 pesos.

### Primera serie (1975)
| Denominación | Efigie         | Color predominante | Imagen del anverso | Imagen del reverso |
| ------------ | -------------- | ------------------ | ------------------ | ------------------ |
| 50 pesos     | Pansau Na Isna | Azul               |                    |                    |
| 100 pesos    | Domingos Ramos | Marrón             |                    |                    |
| 500 pesos    | Amilcar Cabral | Verde              |                    |                    |

### Segunda serie (1978-1983)
| Denominación | Efigie           | Color predominante | Imagen del anverso | Imagen del reverso |
| ------------ | ---------------- | ------------------ | ------------------ | ------------------ |
| 50 pesos     | Pansau Na Isna   | Naranja            |                    |                    |
| 100 pesos    | Domingos Ramos   | Rojo               |                    |                    |
| 500 pesos    | Francisco Mendes | Azul/violeta       |                    |                    |
| 1000 pesos   | Amílcar Cabral   | Verde              |                    |                    |

### Tercera serie (1990-1997)
| Denominación | Efigie           | Color predominante | Imagen del anverso | Imagen del reverso |
| ------------ | ---------------- | ------------------ | ------------------ | ------------------ |
| 50 pesos     | Pansau Na Isna   | Rosa               |                    |                    |
| 100 pesos    | Domingos Ramos   | Verde/azul         |                    |                    |
| 500 pesos    | Francisco Mendes | Azul               |                    |                    |
| 1000 pesos   | Amílcar Cabral   | Marrón/Granate     |                    |                    |
| 5000 pesos   | Amílcar Cabral   | Violeta/azul       |                    |                    |
| 10 000 pesos | Amílcar Cabral   | Verde              |                    |                    |